# يان تينبرخن

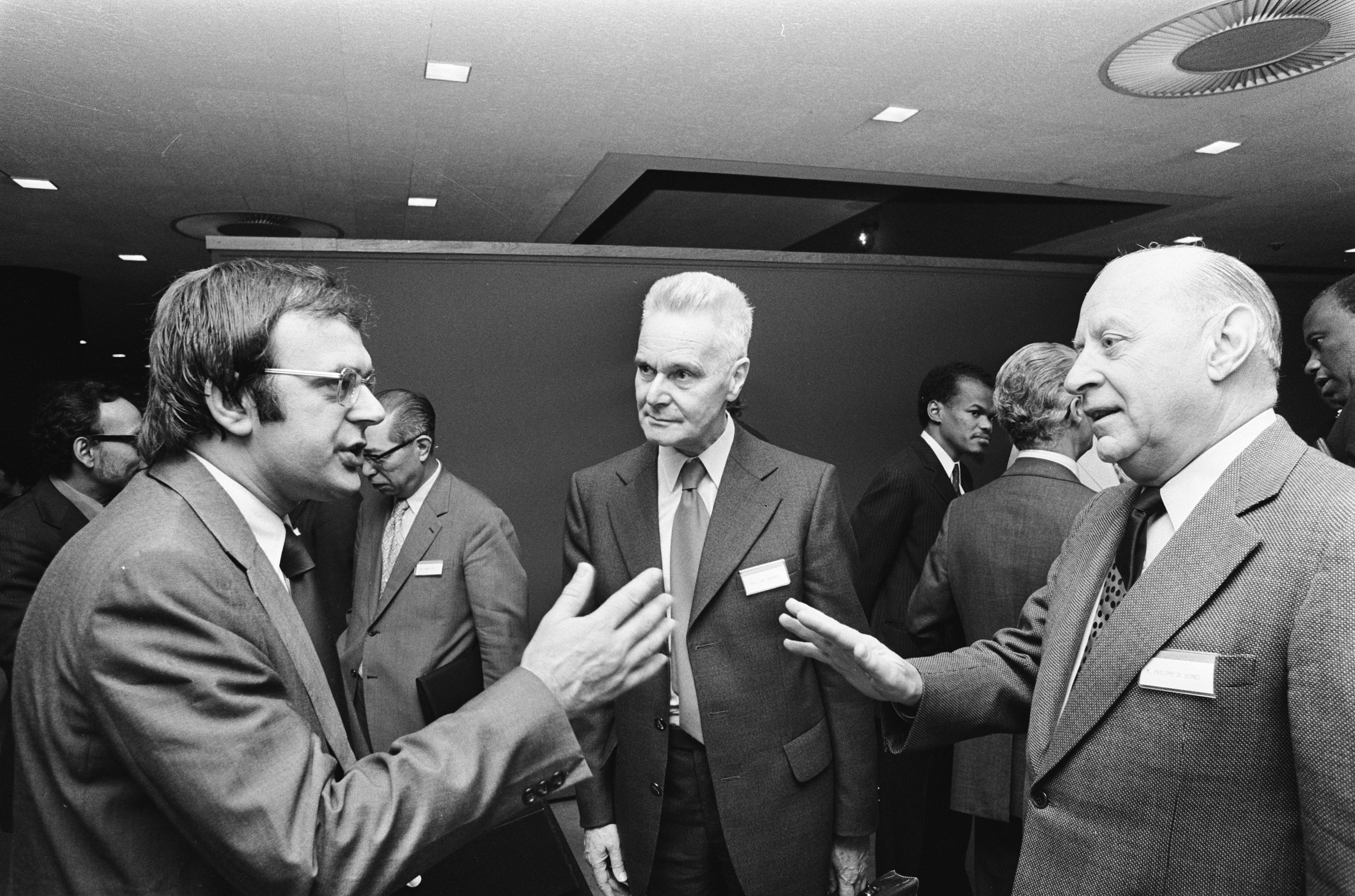
الوزير برونك وتينبرخن ودي سينس في ندوة اقتصادية في لاهاي بتاريخ 23 مايو عام 1975

يان تينبرخن (بالهولنديَّة: Jan Tinbergen، وتلفظ: /ˈtɪnbɜːrɡən/) (مواليد 9 يونيو عام 1903 في لاهاي) هو اقتصادي هولندي. تلقى تعليمه بجامعة ليدن وحصل على الدكتوراه في الفيزياء عام 1929 وشغل وظيفة أستاذ بكلية الاقتصاد 1933 وأصبح أستاذا متفرغا من 1956 فصاعدا، وعموما فقد كان في الفترة من 1929 وحتى 1945 إحصائي بالمكتب المركزي للإحصاء بهولندا
وفي الفترة 1936-1938 انضم إلى عصبة الأمم الأمانة كخبير وفي الفترة 1945-1955 شغل وظيفة مدير مكتب التخطيط المركزي للحكومة الهولندية واستشاري للحكومات في مختلف البلدان ومنها الجمهورية العربية المتحدة – في ذلك الوقت - وتركيا وفنزويلا وسورينام وإندونيسيا وباكستان وبلدان أخرى وكذا المنظمات الدولية مثل الاتحاد الأوروبي للفحم والصلب والبنك الدولي للإنشاء والتعمير والأمانة العامة للأمم المتحدة والوكالات المتخصصة والمنظمات الإقليمية كما أنه عضو الأكاديمية الملكية الهولندية للعلوم وبعض المعاهد وقد مُنح خمس عشرة دكتوراه فخرية من الجامعات المختلفة. توفي عام 1994.
- أهم مساهمات تينبرخن الاقتصادية تشمل مجالات: الاقتصاد القياسي والرياضي، والاقتصاد الكلي، وتوزيع الدخل القومي، وهو الشقيق الأكبر لنيكولاس تينبرخن، الحائز على جائزة نوبل في الطب سنة 1973.

## وصلات خارجية
- يان تينبرغن على موقع الموسوعة البريطانية (الإنجليزية)
- يان تينبرغن على موقع مونزينجر (الألمانية)
- يان تينبرغن على موقع إن إن دي بي (الإنجليزية)